# Jean-Pierre Dirick
Jean-Pierre Dirick (né à Paris en 1949) est un auteur de bande dessinée français vivant à Roquebrune-Cap-Martin.

## Biographie

### Les débuts dans la BD
Après ses études secondaires, Jean-Pierre Dirick publie ses premiers dessins dans le journal Chouette. C'est dans cette période qu'il rencontre Allain Bougrain-Dubourg. Il travaille ensuite pour Pistil : l'hebdomadaire des jeunes et de la nature, aux côtés de Dodier, Makyo, Vicomte, Cortegianni, Tranchand...
Il collabore à plusieurs magazines (dont Footy) et au Journal de Tintin, où il scénarise et dessine Lucien Crampon ou la vie passionnée d'un arbitre de football. En 1979, Dirick entre dans l'hebdomadaire Pif Gadget. À partir de 1981, il dessine Les énigmes de Tim, série d'énigmes que le lecteur doit résoudre en s'aidant de l'illustration. Cette publication hebdomadaire dure pendant 10 ans. Une intégrale de ces énigmes, intitulée Mes années Pif paraitra en 2004.

### La maturité

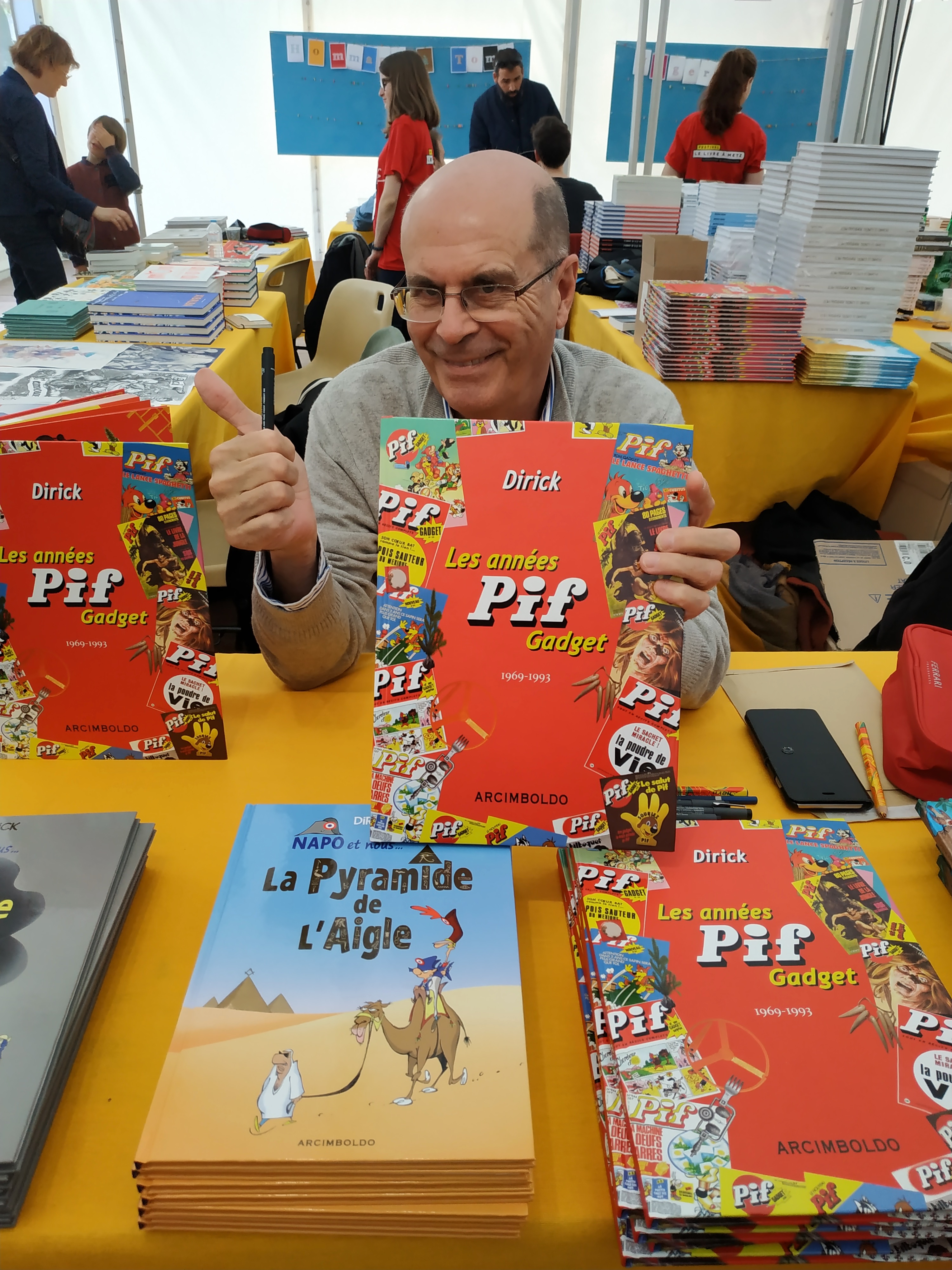
Jean Pierre Dirick en dédicace à la Fête du livre de Metz

En 1986, Jean-Pierre Dirick crée le Docteur Psy, psychanalyste qui confesse des personnages historiques, des stars de la télé et du show-biz sous forme de caricatures. Pour la première fois, il s'adresse à un public adulte. Quatre albums sont  publiés entre 1986 et 1995.
À la suite de sa collaboration avec Animaux magazine (magazine de la SPA), un premier album de la série L'Inspecteur Klebs est publié chez Dargaud en 1991. L'album est préfacé par Allain Bougrain-Dubourg et sa marraine est Sophie Marceau. Pour mieux faire comprendre aux enfants les problèmes de protection des animaux, Dirick inverse les rôles entre humains et animaux. Six recueils sont parus entre 1991 et 2007. Un autre tome, qui peut être considéré comme le tome 7, intitulé L’Arche, élaboré en 2012, parait pour la Foire internationale de Milan 2015, le thème étant « Nourrir la Planète, Énergie pour la Vie ».
En 1993, Jean-Pierre Dirick participe à l'ouvrage Ex-Yougoslavie - Pour un monde meilleur avec une préface du président tchèque Vaclav Havel.
En 1999 il publie Le Divan de la BD, un album humoristique mettant en scène la psychanalyse de héros de bande dessinée.
En 2003, il publie aux Éditions Mango Tout Chirac, un livre de caricatures sur le président français Jacques Chirac, en collaboration avec Ricord.
En 2009, Jean-Pierre Dirick publie aux Éditions Joker, Le Divan de la BD,, une série qui parodie les séances de psychanalyse des héros de bandes dessinées.
En 2013 et 2014, il publie deux romans : TraficAfricque et Les Dodos.
En 2015, sort le premier tome de la série Napo et nous..., chronique humoristique de la vie des soldats de Napoléon 1er dans la Grande Armée, deux autres tomes suivront. Ayant travaillé de 1979 à 1993 pour le magazine Pif Gadget, Jean-Pierre Dirick publie en 2018 l'album Les années Pif Gadget chez l'éditeur Arcimboldo.

### Divers
Jean-Pierre Dirick réalise plusieurs films d’animation en France et à l'étranger et il collabore durant quelques années à la chaîne de télévision française Antenne 2, notamment pour l'émission Terre des bêtes.
Il est le commissaire de la grande exposition sur Pif-Gadget du printemps 2012 à Bucarest, organisée par l'ambassade de France et l'Institut français de Bucarest.
Il crée puis anime la Fête du livre de Roquebrune-Cap-Martin de 1995 à 2001, ainsi que le Festival du dessin d'humour et de la caricature de Saint-Jean-Cap-Ferrat de 1994 à 2002.

## Récompenses et distinctions
- 2020 : chevalier de l’ordre des Arts et des Lettres[11]